# Die Siedler von Catan – Das schnelle Kartenspiel
Catan - Das schnelle Kartenspiel (früher Die Siedler von Catan - Das schnelle Kartenspiel) ist ein im Februar 2011 erschienenes Kartenspiel von Klaus Teuber. Es erschien bei Kosmos im für Kartenspiele üblichen Schachtelformat. Die Grafiken des Spiels wurden von Michael Menzel gezeichnet und teilweise schon für Die Fürsten von Catan und die 2010er Auflagen der Siedler von Catan-Brettspiele verwendet.

## Inhalt
- 67 Rohstoffkarten:
  - 16× Erz
  - 15× Wolle
  - 14× Getreide
  - 11× Holz
  - 11× Lehm
- 42 Baukarten:
  - 4 Baukosten-Karten
  - 9 Straßenkarten, A-Seite = leere Straße, B-Seite = Straße mit Händlerwagen (5 für 2 Spieler, je 2 weitere für 3 und 4 Spieler)
  - 15 Siedlungs-/Stadtkarten (Vorderseite = Siedlung, Rückseite = Stadt, 5× Markttag, 10× Räuberüberfall, 7 für 2 Spieler, je 4 weitere für 3 und 4 Spieler)
  - 5 Ritterkarten, A-Seite Ritter zu Fuß, B-Seite Ritter zu Pferd (2 für 2 Spieler, 2 weitere für 3 Spieler, 1 weitere für 4 Spieler)
  - 9 Stadtausbaukarten (5 für 2 Spieler, je 2 weitere für 3 und 4 Spieler)
    - 1× Bibliothek = 3 Siegpunkte (Die Abbildung wurde auch für die Karte „Bibliothek“ der „Fürsten von Catan“ verwendet.), Funktion: Der Besitzer darf beim Rohstofftausch mit dem Mitspieler 1 Karte aus dessen Hand aussuchen.
    - 2× Händlergilde = 3 Siegpunkte, nur für 3 und 4 Spieler (Die Abbildung wurde auch für die Karte „Händlergilde“ der „Fürsten von Catan“ verwendet.), Funktion: Der Besitzer darf einmal pro Zug einem Mitspieler mit mindestens gleich vielen Siegpunkten 1 Rohstoffkarte stehlen.
    - 2× Kirche = 3 Siegpunkte (Die Abbildung wurde auch für die Karte „Kapelle“ der „Fürsten von Catan“ verwendet.), Funktion: Der erste Ritter des Besitzers ist geschützt.
    - 1× Rathaus = 4 Siegpunkte (Die Abbildung wurde auch für die Karte „Rathaus“ der „Fürsten von Catan“ verwendet.)
    - 2× Stadtburg = 3 Siegpunkte (Die Abbildung wurde auch für die Karte „Burg“ der „Fürsten von Catan“ verwendet.), Funktion: Die ersten 3 Straßen des Besitzers sind geschützt.
    - 1× Universität = 3 Siegpunkte (Die Abbildung wurde auch für die Karte „Universität“ der „Fürsten von Catan“ verwendet.), Funktion: Bei Baumaßnahmen darf 1 notwendiger Rohstoff durch 1 beliebigen anderen ersetzt werden.
- 1 Schicksalskarte (Die Abbildung wurde auch für die Karte „Brigitta, die weise Frau“ der „Fürsten von Catan“ verwendet.)
- Spielanleitung

## Beschreibung
Jeder Spieler startet mit 1 Siedlung und 1 Straße und 3 zufällig zugeteilten Rohstoffkarten.
Reihum haben die Spieler folgende Möglichkeiten:
- Rohstoffkarten tauschen: 1 Karte darf er immer mit dem Nachziehstapel tauschen. Hat er eine oder mehrere Straßen mit der A-Seite ausgelegt, darf er pro Straße eine Karte mit einem Mitspieler, dem Nachziehstapel oder dem Markt tauschen, auf dem sich zu Beginn 5 zufällig zugeteilte Rohstoffkarten befinden.
- Bauen: Der Spieler zahlt die für den Bau benötigten Rohstoffe und nimmt sich entweder eine Karte vom Vorrat oder dreht eine Siedlungskarte auf die Stadtseite. Beim Bauen ist Folgendes zu berücksichtigen:
  - Pro Runde darf jedes Objekt nur 1× gebaut werden, es dürfen aber mehrere verschiedene Objekte gebaut werden.
  - Beim Bau darf ein Rohstoff durch 3 gleiche andere Rohstoffe ersetzt werden.
  - Ritter und Straßen werden abwechselnd mit der A- und B-Seite ausgelegt. Befindet sich kein Ritter bzw. keine Straße mehr im Vorrat, nimmt er sich die oberste Ritter-/Straßenkarte eines benachbarten Spielers. Dabei bestimmt die Schicksalskarte, von welchem Spieler er die Karte nehmen darf.
  - Beim Bau einer Stadt tritt ein Ereignis ein. Dies ist entweder ein Markttag, bei dem alle Karten auf dem Markt gegen neue vom Vorrat ausgetauscht werden, oder ein Räuberüberfall. Wer dann mehr als 7 Rohstoffkarten hat, muss sie auf 7 reduzieren. Zusätzlich wird die Schicksalskarte auf die andere Seite gedreht.
  - Stadtausbauten werden auf Stadtkarten gelegt. Auf jede Stadtkarte darf nur 1 Stadtausbau gelegt werden. Stadtausbauten bringen im Spiel Vorteile. Der Spieler sucht sich eine beliebige Stadtausbaukarte aus dem Vorrat aus.
  - Siedlungen werden unabhängig von den vorhandenen Straßen gebaut. Gibt es keine Siedlungen mehr im Vorrat, ist der Siedlungsbau nicht mehr möglich.
- Karten nachziehen: Am Ende seines Zuges zieht der Spieler die beiden obersten Rohstoffkarten vom Nachziehstapel plus für jeden A-Seiten-Ritter eine weitere Rohstoffkarte.

Das Spiel endet, sobald ein Spieler 10 Siegpunkte auf seinen ausliegenden Karten besitzt.

## Sonderkarten
- Kathedrale (Stadtausbau mit 3 Siegpunkten): Erschien zur Spiel 2012 und zeigt die Basilius-Kathedrale, Funktion: Beim Straßenbau darf man 1 Holz oder 1 Lehm vom Markt nehmen.

## Übersetzungen
- Englisch: The Struggle for Catan™: The Multi-player Card Game
- Französisch: Catane — Le jeu de cartes
- Japanisch: カタンの開拓者たち カードゲーム版 bei GP Inc.
- Niederländisch: De Kolonisten van Catan - Het snelle Kaartspel
- Polnisch: Osadnicy z Catanu - szybka gra karciana
- Rumänisch: Colonistii din Catan - jocul de carti
- Russisch: Колонизаторы. Быстрая карточная игра
- Slowenisch: Naseljenci otoka Catan - Hitra igra s kartami
- Spanisch: CATAN - JUEGO DE CARTAS bei Devir

## Auszeichnungen
- 2012: Nominiert für den Origins Award in der „traditional card game category“[1]

## Spielkritiken
- Spielbox Ausgabe 2/11 (mit Bewertung)